# La Charanga Habanera
 (avril 2024).
Si vous disposez d'ouvrages ou d'articles de référence ou si vous connaissez des sites web de qualité traitant du thème abordé ici, merci de compléter l'article en donnant les références utiles à sa vérifiabilité et en les liant à la section « Notes et références ».
La Charanga Habanera est un groupe cubain de timba, originaire de La Havane. Le groupe se fait connaître tant à Cuba qu'à l'étranger,

## Histoire
Le groupe est formé en 1988 par Bernard Lion (chilien), directeur des spectacles du Sporting Club de Monaco à Monte-Carlo. Le répertoire du groupe était composé de standards de musique traditionnelle cubaine (danzón, cha-cha-cha, mambo, boléro, guaracha, son cubain) des années 1940 et 50 (Benny Moré, Ernesto Lecuona, Joseíto Fernández, Ñico Saquito, Miguel Matamoros, Raphael Lay, Richard Egües, etc.). Le groupe était dirigé par Gerardo Aguillón (ex musicien du Ritmo Oriental), violoniste de Santiago de Cuba.
La formation assurait trois mois par an la première partie de stars mondiales comme Stevie Wonder, Barry White, Sammy Davis, Jr., Frank Sinatra, Tina Turner, Ray Charles. Les musiciens étant assez âgés, le groupe fut entièrement reconstitué en 1989, avec des musiciens plus jeunes, à l'exception de David Calzado (violoniste) et Jorge Emilio Maza (flûtiste). Le groupe est alors dirigé par José Picayo, pianiste; Pedro César Fajardo était un des violonistes.
En 1990, le groupe comprend deux nouveaux membres : Victorino Patterson (trompettiste) et Pedro Pablo Gutiérrez (violoncelle). En 1992, le groupe retourne à Cuba, introduit des claviers, deux trompettes et un saxophone, puis David Calzado supprime les violons. En 1993, l’album Fiebre de amor remporte un énorme succès avec des compositions de Giraldo Piloto (Me sube la fiebre), Issac Delgado (El pregon del chocolate), Manuel Gonzalez – mieux connu comme « El Médico de la salsa » (Te la voy a liquidar, Para el llanto) – et Leonel Limonta (Extraneos ateos), quatre grands pionniers de la timba.
L'orchestre est aussi réputé pour son jeu de scène qui provoque l'hystérie chez les adolescents cubains: les musiciens qui s’échangent leurs instruments, dansent et effectuent des prouesses de gymnastes tout en continuant à jouer. 
En 1997, la Charanga Habanera participe au 14e Festival mondial de la jeunesse qui se tient en août à La Havane : pour excès verbaux et scéniques durant leur concert télévisé, le groupe est interdit de sortie du territoire et de scène pour 6 mois, David Calzado est contraint de présenter des excuses publiques à la télévision cubaine. Toujours en 1997, le groupe se divise en trois : Charanga Forever, Dany Lozada y su Timba Cubana, et David Calzado and the New Charanga Habanera.

## Discographie

### Participations
- Cuba le canta a Serrat : Señora
- Haila : Live et Diferente